# Mauren
Mauren és una localitat del principat de Liechtenstein. Limita al nord amb el municipi de Schellenberg. El 2019 tenia 4.404 habitants.